# HD 156411 b
HD 156411 b é um planeta extrassolar que orbita a estrela de classe F HD 156411, localizada a aproximadamente 179 anos-luz da Terra na constelação de Ara. Foi descoberto em 2009 pelo HARPS usando o método da velocidade radial. É um gigante gasoso com uma massa mínima de 0,74 massas de Júpiter e orbita a estrela a uma distância média de 1,88 UA a cada 842,2 dias.